# 紀元前366年
紀元前366年（きげんぜん366ねん）は、ローマ暦の年である。
当時は、「マメルキヌスとラテラヌスが共和政ローマ執政官に就任した年」として知られていた（もしくは、それほど使われてはいないが、ローマ建国紀元388年）。紀年法として西暦（キリスト紀元）がヨーロッパで広く普及した中世時代初期以降、この年は紀元前366年と表記されるのが一般的となった。

## 他の紀年法
- 干支 : 乙卯
- 日本
  - 皇紀295年
  - 孝安天皇27年
- 中国
  - 周 - 顕王3年
  - 秦 - 献公19年
  - 楚 - 宣王4年
  - 斉 - 桓公9年
  - 燕 - 桓公7年
  - 趙 - 成侯9年
  - 魏 - 恵王4年
  - 韓 - 懿侯9年
- 朝鮮
  - 檀紀1968年
- ベトナム :
- 仏滅紀元 : 179年
- ユダヤ暦 :

## できごと

### ペルシア帝国
- アケメネス朝ペルシア帝国では、数多くのサトラップ（太守）が、アテナイやスパルタ、エジプトと同盟を結んで、アルタクセルクセス2世に反乱を起こし始めた。

### ギリシア
- アテナイは、エーゲ海のコス島でコス (Kos) の町の建設を始めた。
- テーバイの指導者エパメイノンダスは、アカイア同盟の諸都市を味方につけるべく、ペロポネソス半島に3度目の侵攻を行なった。テーバイ軍に戦闘を挑むものはいなかったが、エパメイノンダスが各地に設けた民主的統治の政権はいずれも長続きせず、親スパルタの貴族たちによる寡頭制政権が次々と復活し、諸都市とスパルタの関係をより緊密にする結果となった。
- テーバイはスパルタと和睦し、矛先を、海上帝国の再生を期しつつマケドニア王国の内紛に介入していたアテナイに向けるようになった。
- テーバイは、オロポス (Oropos) を陥れた。

### シチリア
- シュラクサイの新しい僭主ディオニュシオス2世 (Dionysius II of Syracuse) を、プラトンの哲学原理を実際に応用して教育しようとしたディオン（ディオニュシオス1世の義弟）とプラトンの取り組みは失敗し、ディオンとプラトンはシュラクサイから追放された。

### 共和政ローマ
- （リキニウス・セクスティウス法が発効し）軍人の護民官が執政官（コンスル）の権能をもつことが廃止され、2人の執政官（コンスル）を立てる制度が復活した。新たな裁判制度が整備され、法務官（プラエトル）が置かれることになった。法務官は、民会によって1年ごとに選出され、民事訴訟の裁判を取り扱うことで執政官の負担を軽減することになった。法務官は執政官に次ぐ公職と見なされた。さらに法務官は、軍に命令を出すこと、元老院ないし民会を召集すること、執政官の代理を務めることも認められていた。
- 造営官（アエディリス）に属する共和政ローマの新たな官職として、2人のアエディリス・クルリス（上級造営官、aediles curules）が設けられた。この職は、当初はパトリキ（貴族）が占めたが、翌年以降は、隔年でパトリキとプレブス（平民）が交互にするようになった。アエディリス・クルリスを選出するのは、執政官が主宰するトリブス民会であった。

### 中国
- 魏と韓が宅陽で会合した。
- 秦が魏と韓の連合軍を洛陰で破った。

### 芸術
- マケドニア王国のヴェルギナで墓（1号墓、小さい墓）の壁画の一部として、「ペルセポネーの略奪」が描かれた。（おおよその年代）